# Hamed al-Thani
Pour les articles homonymes, voir al-Thani.
Sheikh Hamed Ben Eid al-Thani (ou Hamed (Hammad) al-Thani), est un pilote de rallye qatari.

## Biographie
Ce pilote reste toujours en activité en 2010 et 2011, sur Subaru Impreza STI, après 20 ans de carrière automobile.

## Palmarès

### Titres
- Champion du Moyen-Orient des Rallyes FIA (MORC), en 1993, sur Mitsubishi Galant VR-4 (du Groupe N: 1re fois qu'un véhicule de Groupe A ne remporte pas le championnat) (copilote Abdullah al-Marri);
- Champion du Moyen-Orient des rallyes catégorie T1 en 1990;
- Champion du Qatar des rallyes en 1997;
- Champion du Qatar des rallyes catégorie Off road en 2005 (copilote Bahraini Ibrahim Bousmit, sur Nissan Patrol GR);

### Victoires notables
- Rallye de Jordanie en 1993 (copilote Abdullah al-Marri) (MORC);
- Rallye des 1000 Dunes (ÉAU, off road) en 2006 et 2007 (copilote Nooh Mohammad Buhumaid);

(nb: 3e du rallye du Qatar, en 2010)